# Sabra (likier)
Sabra – izraelski likier o smaku czekoladowo-pomarańczowym.
Wytwarzany jest z czekolady i wyciągu ze skórek pomarańczy. Zawiera 30% alkoholu.
Pomysłodawcą wytworzenia likieru w 1963 był Edgar Bronfman.